# Anastasiu I
Flavius Anastasius (n. 430 d.Hr., Durrësi, Albania – d. 9 iulie 518 d.Hr., Constantinopol, Imperiul Roman de Răsărit), cunoscut sub numele de Anastasiu I (în latină Flavius Anastasius Dicorus Augustus), a fost împărat bizantin în perioada 491 - 518. El a fost ultimul membru al dinastiei Leonide.

## Biografie
La moartea lui Zenon, Ariadne, văduva sa, l-a numit împărat pe Anastasiu, care avea funcția de silentarius. Peste puțin timp, Anastasiu s-a căsătorit cu Ariadne. Domnia i-a fost zguduită de războaie și de conflicte religioase. În 491 s-a pornit o revoltă în munții din Isauria, care a continuat până la războiul cu perșii. Principalul război din timpul lui Anastasiu a fost războiul cu perșii (Războaiele Sassadine) (502 - 505). Ambii adversari au fost nevoiți să facă pace în 506.
Balcanii au fost pustiiți de slavi; din această cauză Anastasiu a întărit cetățile dunărene și a creat un zid lung de 72 km, la nord de Constantinopol (Zidul Anastasian), care se întindea de la Marea Marmara la Marea Neagră.
Anastasiu a fost un monofizit convins. El și-a atras ura poporului, care s-a revoltat în provincile europene sub conducătorul Vitalian, care a fost ajutat de huni (514-515), însă răscoala a fost învinsă de generalul Marinus.
Există o legendă despre Anastasiu, care nu știa cine să-i fie succesor. El a spus că prima persoană care va intra dimineață pe ușa lui, va fi împărat și acea persoană a fost Iustin, căpitanul gărzilor. În realitate, Anastasiu nu l-a numit niciodată pe Iustin succesor, ci nobilimea din Constantinopol.
În 498, Anastasiu a inițiat una din cele mai importante reforme monetare din Imperiul Bizantin, schimbând valoarea și numărul solidusului (moneda bizantină).
Anastasiu avea heterocromie oculară (un ochi căprui și unul albastru).